# Монік Віттіг
Монік Віттіг (фр.: [vitig]; 13 липня 1935 — 3 січня 2003) — французька письменниця, філософ і теоретик фемінізму, що писала про подолання соціально зумовлених гендерних ролей, авторка фрази «гетеросексуальний контракт». Свій перший роман «Опопонакс» (фр. L'Opoponax) опублікувала в 1964 році. Другий роман Віттіг «Герильєрки» (фр. Les Guérillères) (1969) став орієнтиром у лесбійському фемінізмі.

## Життєпис
Монік Віттіг народилася 1935 року в Даннемарі, Верхній Рейн, Франція. У 1950 році переїхала до Парижа на навчання в Сорбонну. У 1964 році опублікувала перший роман «L'Opoponax», що швидко став популярним у Франції. Після перекладу роману англійською Віттіг здобула міжнародне визнання. Вона була однією із засновниць Жіночого визвольного руху (Mouvement de libération des femmes, MLF). У 1969 році опублікувала, мабуть, свою найвпливовішу роботу «Les Guérillères», яка сьогодні вважається революційним та суперечливим джерелом для діячок лесбійського фемінізму. Ця публікація також вважається фундаментом подій французького фемінізму, а саме галузі теорій та філософських досліджень жінок та про жінок, що з'явились у 1970-х та до 1990-х років.
Віттіг здобула докторський ступінь з філософії у Школі перспективних досліджень суспільних наук після завершення дипломної роботи під назвою «Le Chantier littéraire». Віттіг була центральною фігурою у лесбійських та феміністичних рухах у Франції. У 1971 році вона була однією з засновниць першої лесбійської групи в Парижі Gouines rouges («Червоні дайки»). Також брала участь в радикальній феміністській групі Féministes Révolutionnaires («Революційні феміністки»). Опублікувала низку інших творів, як-от «Лесбійське тіло» (фр. Le Corps lesbien) 1973 року та «Примітки до словника коханок» (фр. Brouillon pour un dictionnaire des amantes) 1976 року, зі співавторкою, партнеркою Віттіг — Занде Цайг.
У 1976 році Віттіг та Цайг переїхали до США, де Віттіг зосередилася на створенні праць з гендерної теорії. Її твори, починаючи від філософського есе «Прямий розум» і закінчуючи такими притчами, як «Les Tchiches et les Tchouches», досліджували взаємозв'язок та стик лесбійства, фемінізму та літературної форми. Маючи різні редакційні посади як у Франції, так і в США, твори Віттіг набули міжнародного визнання і зазвичай друкувалися французькою та англійською мовами. Вона продовжувала працювати запрошеною професоркою у різних університетах по всій країні, зокрема Каліфорнійському університеті, Берклі, Коледжі Вассар та Університеті Аризони в Тусоні. Викладала курс матеріалістичної думки за програмами жіночих студій, де її студент(к)и були занурені у процес виправлення американського перекладу «Лесбійського тіла».
Померла від серцевого нападу 3 січня 2003 р.

## Твори

### Романи
- Wittig, Monique (1964). L'Opoponax. Paris: Union générale d'éditions. OCLC 299952008. (Winner of the Prix Médicis.)
- Wittig, Monique (1971). Les guérillères. New York: Viking Press. ISBN 9780670424634.
- Wittig, Monique (1973). Le corps lesbien [The lesbian body]. Paris: Les éditions de Minuit. ISBN 9782707300973.
- Wittig, Monique; Zeig, Sande (1976). Brouillon pour un dictionnaire des amantes [Lesbian peoples: material for a dictionary]. Paris: Grasset. ISBN 9782246004011.
- Wittig, Monique (1985). Virgile, non [Across the Acheron]. Paris: Les éditions de Minuit. ISBN 9782707310217.
- Wittig, Monique (1999). Paris-la-politique et autres histoires. Paris: P.O.L. ISBN 9782867446979.

### П'єси
- Wittig, Monique (1967). L'amant vert. (Unpublished.)
- Wittig, Monique (1972). Le grand-cric-jules. (Radio Stuttgart.)
- Wittig, Monique (1972). Récréation. (Radio Stuttgart.)
- Wittig, Monique (1972). Dialogue pour les deux frères et la soeur. (Radio Stuttgart.)
- Wittig, Monique (1985). Le Voyage sans fin. Paris. (Vlasta 4 supplement.)

### Коротка художня література
- Wittig, Monique (1965). Banlieues. Nouveau Commerce. 5: 113—117.
- Wittig, Monique (1967). Voyage: Yallankoro. Nouveau Commerce. 177: 558—563.
- Wittig, Monique (1973). Une partie de campagne. Nouveau Commerce. 26: 13—31.
- Wittig, Monique (1978). Un jour mon prince viendra. Questions Féministes. 2: 31—39.
- Wittig, Monique (1983). Les Tchiches et les Tchouches. Le Genre Humaine. 6: 136—147.
- Wittig, Monique (1985). Paris-la-Politique. Vlasta. 4: 8—35.
- Barnes, Djuna (1982). La passion [Spillway and other stories]. Paris: Flammarion. ISBN 9782080644602.
- Marcuse, Herbert (1968). L'Homme unidimensionnel: essai sur l'idéologie de la société industrielle avancée [One dimensional man]. Paris: Les éditions de minuit. ISBN 9782707303738.
- Barreno, Maria; Horta, Teresa; Velho Da Costa, Fatima (1975). Novas cartas portuguesas [The Three Marias: New Portuguese Letters]. Garden City, New York: Doubleday. ISBN 9780385018531.

### Нариси та критика
- Wittig, Monique (1967). A propos de "Bouvard et Pécuchet". Cahiers de la Compagnie Madeleine Renaud-Barrault Jean Louis Barrault. 59: 113—122.
- Wittig, Monique (1979), Paradigm, у Stambolian (ред.), Homosexualities and French literature: cultural contexts, critical texts, Ithaca, New York: Cornell University Press, с. 114–121, ISBN 9780801497667.
- Wittig, Monique (February 1980). La pensée straight [The straight mind]. Questions Féministes. Nouvelles Questions Féministes & Questions Feministes via JSTOR. 7 (7): 45—53. JSTOR 40619186.
- Wittig, Monique (March 1980). The straight mind. Feminist Issues. 1 (1): 103—111. doi:10.1007/BF02685561.
- Wittig, Monique (May 1980). On ne naît pas femme [One is not born a woman]. Questions Féministes. Nouvelles Questions Féministes & Questions Feministes. 8 (8): 75—84. JSTOR 40619199.
- Wittig, Monique (1982), "Avant-note" pour La Passion, у Barnes, Djuna (ред.), La passion [Spillway and other stories], Monica Wittig (translator), Paris: Flammarion, ISBN 9782080644602.
- Wittig, Monique (June 1982). The category of sex. Feminist Issues. 2 (2): 63—68. doi:10.1007/BF02685553.
- Wittig, Monique (1983). Les questions féministes ne sont pas des questions lesbiennes. Amazones d'Hier, Lesbiennes d'Aujourd'hui (AHLA) (Amazons of Yesterday, Lesbians of Today). 2 (1): 10—14.
- Wittig, Monique (June 1983). The point of view: universal or particular?. Feminist Issues. 3 (2): 63—69. doi:10.1007/BF02685543.